# CoreAVC
CoreAVC é um codec decodificador de vídeo desenvolvido pela empresa CoreCodec. O codec utiliza o padrão MPEG-4 AVC (também conhecido por H.264) para vídeos de alta definição e discos Blu-Ray e HD DVD.
No primeiro trimestre de 2007 foi disponibilizada na internet a informação de que a empresa estaria a desenvolver uma nova versão (1.3 beta), informação essa que foi mais tarde confirmada pela empresa que anunciou que não havia previsão para o lançamento ao público de uma nova versão.